# Netflix and chill

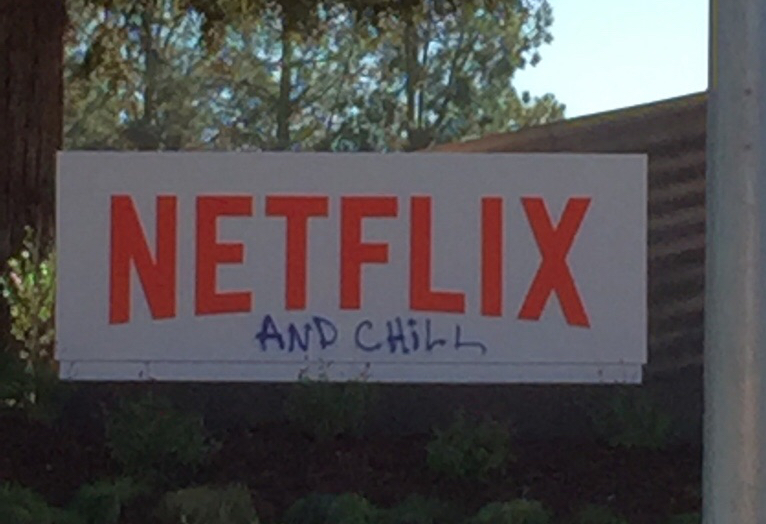
Graffito an der Firmenzentrale von Netflix

Netflix and chill (zu deutsch „Netflix und entspannen“) ist ein internet-, bzw. jugendsprachlicher Ausdruck für sexuelle Aktivitäten. Verwendet wird er meist im Zusammenhang von romantischer Partnerschaft oder Casual Sex.

## Geschichte
Zuerst belegt ist die Verwendung des Ausdrucks im Jahr 2009, in einem Twitter-Beitrag der Nutzerin „NoFaceNina“. Dieser war nicht sexuell konnotiert. In den folgenden Jahren entwickelte er sich durch die sozialen Medien zu einem Codewort und Meme und fand weite Verbreitung.

## Rezeption
Im Jahr 2018 veröffentlichte der Rapper Kay One das Lied Netflix & Chill. Auch der britische Rapper Fredo veröffentlichte im November 2019 ein Lied mit diesem Titel.
Im Januar 2020 begann der Verkauf einer Eiscreme des Herstellers Ben & Jerry’s unter dem Namen „Netflix & Chilll'd“.
Der RBB parodierte den Ausdruck im Rahmen einer Werbekampagne zu „RBB and chill“.